# Плюснин, Николай Иванович
Николай Иванович Плюснин (19 ноября 1891 — 22 июля 1967) — советский военный деятель, участник Гражданской войны в России, трижды Краснознамёнец. Генерал-майор (4.06.1940).

## Молодость и первая мировая война
Николай Плюснин родился 19 ноября 1891 года в деревне Юшково Великоустюжского уезда Вологодской губернии. Окончил экстерном четыре класса Рязанского реального училища.
В октябре 1913 года Плюснин был призван на службу в Русскую императорскую армию. Участвовал в боях на Западном и Юго-Западном фронтах Первой мировой войны с августа 1914 года, был ранен и отравлен газами. Как особо отличившийся был направлен на учёбу и в июне 1916 года окончил 3-ю Московскую школу прапорщиков. Вернулся на фронт, дослужился до чина подпоручика и должности командира роты 62-го Суздальского пехотного полка.

## Гражданская война
В октябре 1918 года Плюснин был мобилизован на службу в Рабоче-крестьянскую Красную Армию. Воевал на Северном и Западном фронтах Гражданской войны, будучи командиром роты 14-го коммунистического батальона, а с ноября 1918 года — командиром батальона 14-го (впоследствии 157-го) Нарво-Гатчинского стрелкового полка. В ноябре 1918 — мае 1919 года временно исполнял должность командира того же полка. С мая 1919 года — помощник командира и командир 6-го Советского полка, с июня 1919 года — командир 19-го Тульского стрелкового полка, с ноября 1919 — командир 161-го стрелкового полка, с февраля 1920 года — командир 500-го стрелкового полка.
За успешное командование полком в наступлении против войск генерала Н. Н. Юденича и быстрое продвижение с боями вдоль реки Луга приказом Революционного Военного Совета Республики № 260 в 1920 году командир 161-го стрелкового полка Николай Плюснин был награждён первым орденом Красного Знамени РСФСР.
В апреле — августе 1920 года — командир 7-й трудовой бригады. В августе — ноябре 1920 года — командир 3-й бригады 2-й трудовой армии. С декабря 1920 года — командир 98-й стрелковой бригады 33-й стрелковой дивизии. В марте-феврале 1921 года участвовал в советско-грузинской войне, где его бригада с боями наступала по Военно-Осетинской дороге на Кутаиси, преодолела с боем Мамисонский перевал и заранее подготовленный оборонительный рубеж противника, после чего 10 марта заняла Кутаиси.
Приказом Революционного Военного Совета Республики № 134 от 16 апреля 1921 года командир 98-й стрелковой бригады 33-й стрелковой дивизии Николай Плюснин вторично был награждён орденом Красного Знамени РСФСР (таких трижды кавалеров-краснознамёнцев в РККА до 1930 года было менее 100 человек).
Приказом Революционного Военного Совета Республики № 193 в 1921 году командир 98-й стрелковой бригады 33-й стрелковой дивизии Николай Плюснин в третий раз был награждён орденом Красного Знамени РСФСР.

## Межвоенный период
После окончания Гражданской войны Плюснин продолжил службу в Рабоче-крестьянской Красной Армии. В 1921-1924 годах — командир 2-й бригады Азербайджанской стрелковой дивизии, командир 239-го Курского, 5-го Уральского, 96-го Петроградского, 94-го и 95-го стрелковых полков, помощник командира 96-го стрелкового полка, начальник оперативной части штаба 32-й стрелковой дивизии. С 1924 года — командир 1-го полка 1-й Казанской стрелковой дивизии. С ноября 1926 года — помощник начальника 1-го отдела штаба Приволжского военного округа. С апреля 1927 года — командир 93-го Донского стрелкового полка.
В 1928 году окончил Стрелково-тактические курсы «Выстрел», вернулся к командованию тем же полком. С июля 1931 года — помощник командира 16-й стрелковой дивизии, с апреля 1933 года на такой же должности в 56-й стрелковой дивизии. При введении в РККА персональных воинских званий Н. Плюснину было присвоено звание комбриг (26.11.1935).
С января 1937 года — преподаватель кафедры общей тактики Военной академии РККА имени М. В. Фрунзе, с января 1941 года — начальник курса 3-го факультета этой академии.
Кандидат в члены ВКП(б) с октября 1939 г.

## Великая Отечественная война, репрессии и реабилитация
В начале войны продолжал работать в той же должности, в октябре 1941 года вместе с академией был эвакуирован в город Фрунзе Киргизской ССР (ныне Бишкек, Кыргызстан).
Там 22 ноября 1941 года генерал-майор Николай Плюснин был арестован органами НКВД СССР по обвинению в антисоветской агитации, клевете на советскую действительность и пораженчестве. Провёл под стражей в период следствия около десяти лет. Следствие вели следователи М. Т. Лихачев и В. И. Комаров, которые обвиняли генерала Плюснина в том, что ещё в 1930 году выражал несогласие с политикой партии и правительства по вопросам индустриализации страны, коллективизации сельского хозяйства и строительства Красной Армии. Также по утверждению следствия, «с 1937 года, находясь на преподавательской работе в Военной академии имени М.В. Фрунзе, Плюснин осуждал мероприятия партии и правительства, направленные на укрепление армии и повышение ее обороноспособности … высказывал ложные измышления по поводу войны СССР с Финляндией, заявлял, что Советская Армия в войне показала свою небоеспособность и не является той грозной силой, которой ее представляли руководители страны»; с началом Великой Отечественной войны «высказывал пораженческие настроения», заявлял, что мир с Германией может быть заключен либо с уступкой ей части территории СССР, либо в случае оказания нашей стране реальной помощи со стороны её союзников. Создал антисоветскую группу с преподавателями академии генералами Армадеровым, Соколовым, Бурлачко и Кузьминым, на сборищах которых высказывал изменнические настроения о необходимости замены Советского правительства буржуазно-демократическим и предлагал вести линию на поражение в войне и приход немцев, с помощью которых создать новую власть в России». Следствие велось с применением к нему физических мер воздействия, в результате Плюснин признал себя виновным.
Из кандидатов в члены ВКП(б) был исключен сразу после ареста в ноябре 1941 года.
Лишь 19 октября 1951 года Военная коллегия Верховного Суда СССР приговорила Плюснина по ст. 58—10, ч.2 ст. 58—2 УК РСФСР к 25 годам исправительно-трудовых лагерей, с последующим поражением в правах на 5 лет и с конфискацией имущества. 29 января 1954 года по протесту Генерального прокурора СССР приговор был пересмотрен, наказание было снижено вдвое согласно решению Пленума Верховного Суда. В марте 1954 года Плюснин вышел на свободу, вскоре был признан инвалидом 1-й группы. 11 декабря 1957 года решением Военной коллегии Верховного Суда СССР он был полностью реабилитирован. В феврале 1958 года вышел в отставку. Проживал в Москве. Умер 22 июля 1967 года.
Награждён тремя орденами Красного Знамени (28.05.1920, 16.01.1921, 17.09.1922), медалями.